# Kvass

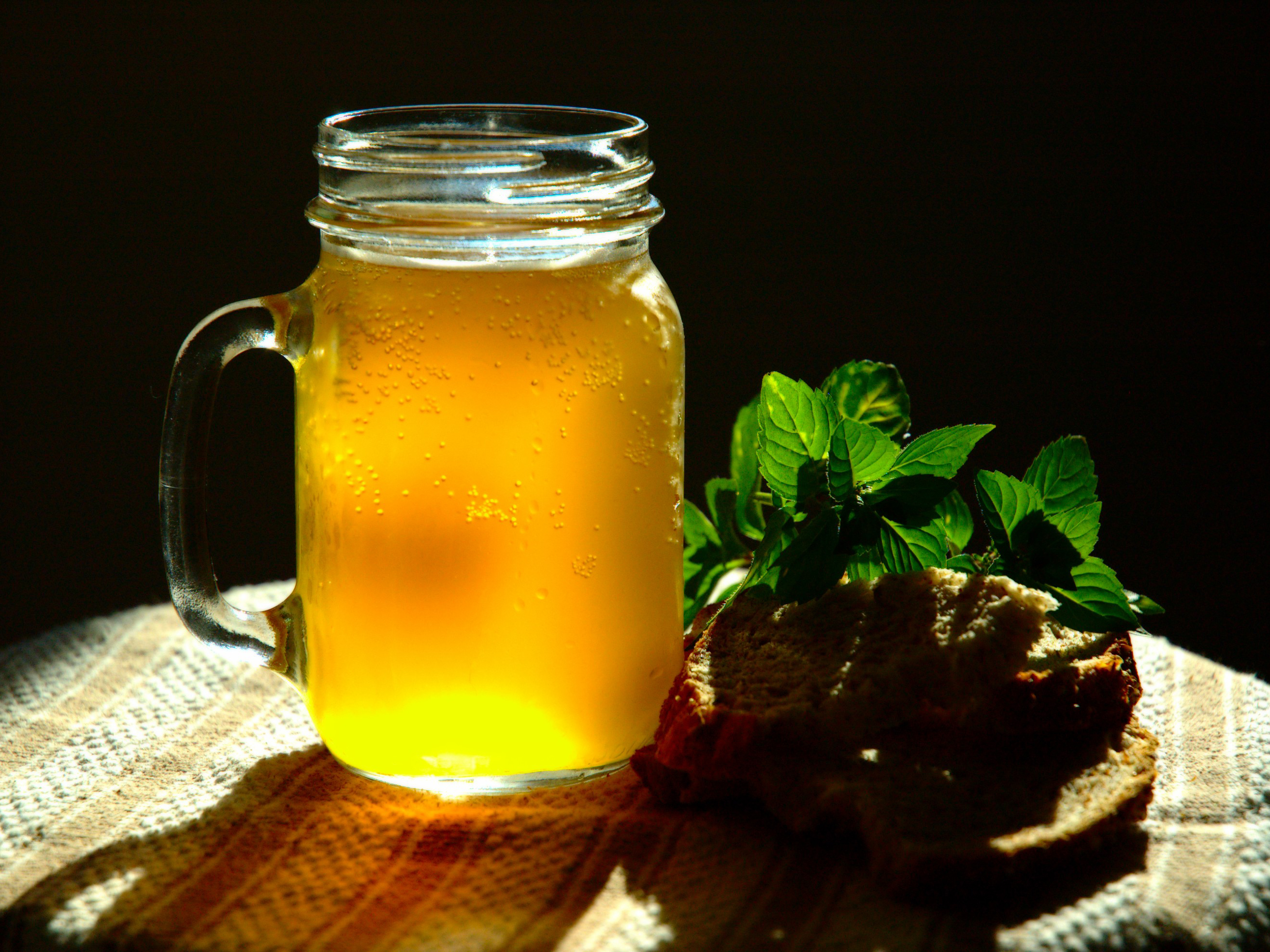
Kvass och några av dess ingredienser (rågbröd och mynta)

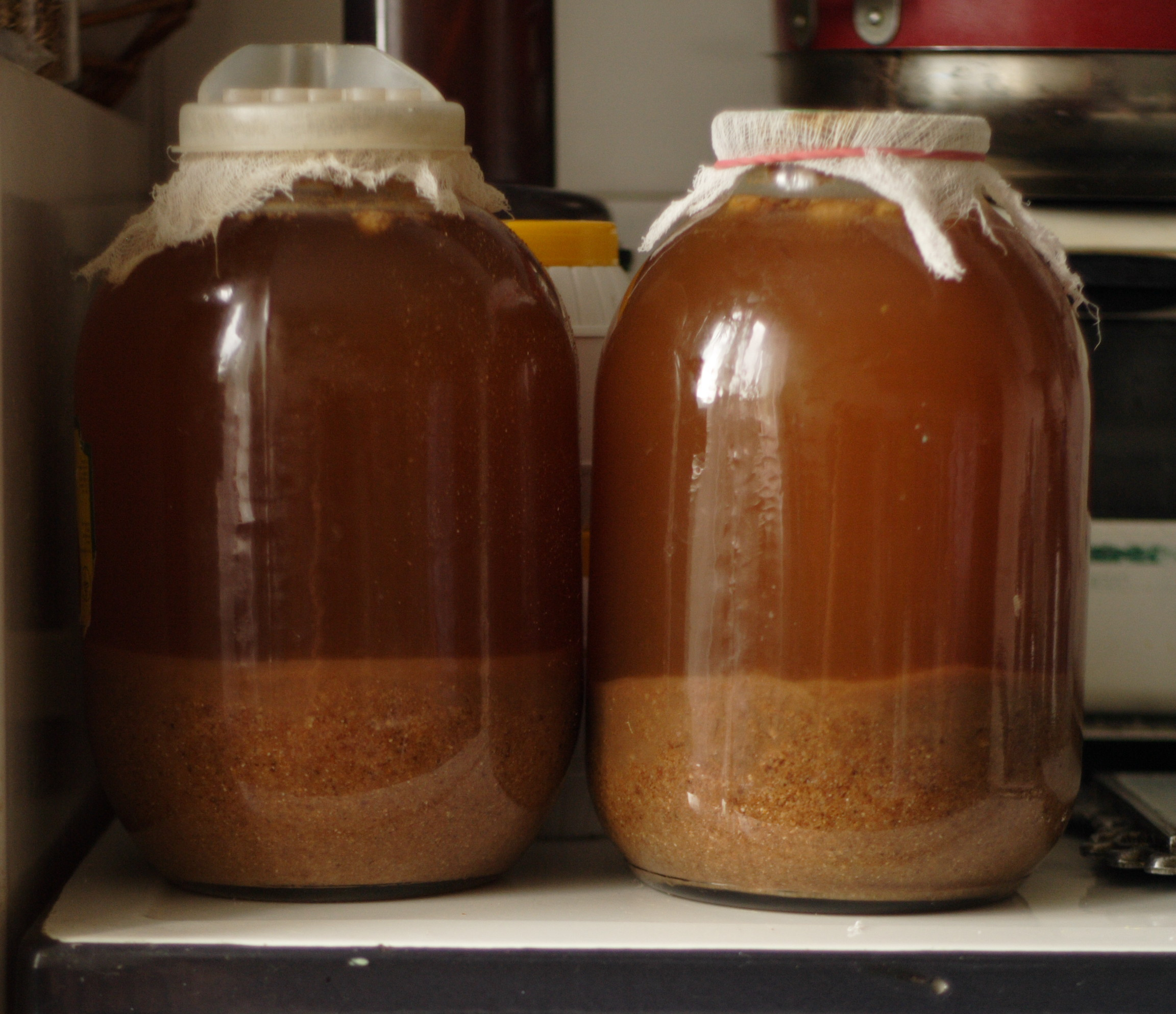
Hemjäsning av kvass i glasburkar.

Kvass (ryska: квас, kvas) är benämningen på olika syrliga drycker med lång tradition i både Ryssland och östra Polen. Drycken är även omtyckt i Östeuropa och Baltikum. 
Oftast avser man brödkvass, en  blandning av malt och rågmjöl, alternativt gammalt rågbröd och socker, övergjutet med en viss mängd vatten, stå på ett lagom varmt ställe. Blandningen rörs sedan om emellanåt, tills vätskan genom fortsatt jäsning och bildandet av ättiksyra fått en syrlig smak. Samtidigt bildas även små mängder etanol och kolsyra. Drycken motsvarar på så vis i viss mån svensk svagdricka, dock utan sötma men med en viss smak av pepparmynta. Denna blev genom dålig förvaring och efterjäsning (genom närvaro av ättiksbakterier (acetobakter) i förvaringskärlet) ofta syrlig eller starkare.